# Edition taberna kritika
Die edition taberna kritika (kurz: etkbooks) ist ein Schweizer Literaturverlag mit Sitz in Bern. Als Independent-Verlag ist er der Kleinverlagsszene zuzurechnen. 2007 wurde der Verlag von Hartmut Abendschein gegründet mit dem Ziel, eine Plattform für anspruchsvolle formale, inhaltliche, sprachliche und konzeptuelle Experimente zu schaffen. Die Edition versteht sich als hybrider Verlag im Umfeld Neuer Medien, dem – neben der Printproduktion von Experimenteller Literatur und Ready-mades – auch verschiedene Erscheinungsformen von Digitaler Poesie, Hypertext, Visueller Poesie und literarischen Weblogs von programmatischem Interesse sind. In der Edition erscheinen Werke von Autoren wie Martin Bieri, Momus, André Vladimir Heiz, Elke Heinemann, Derek Beaulieu, Elisabeth Wandeler-Deck, Norbert W. Schlinkert, Li Mollet, Alban Nikolai Herbst, Sudabeh Mohafez, Joseph Görres, Mara Genschel, Franz Kafka, Giorgio Caproni, Dominik Riedo, Giuseppe Ungaretti, Hartmut Abendschein, James Joyce, Daniele Pantano, Hannes Bajohr, Tine Melzer und Franz Dodel.
Als Label vertritt er seit 2004 auch das Magazin litblogs.net bzw. die digitale Exempelreihe etkcontext, in denen Autoren und Herausgeber wie Alban Nikolai Herbst, Sudabeh Mohafez, Benjamin Stein, Sylvia Geist, Wilfried Happel, Christoph Simon, Dominik Riedo, Matthias Kehle, Chris Zintzen-Bader, Franz Dodel, E. A. Richter, Urs Engeler Editor, Guido Rohm, Jan Kuhlbrodt, Florian Voß, Norbert W. Schlinkert, René Hamann, Mirko Bonné, E. A. Richter, Roland Jung, Christian Steinbacher und Stan Lafleur vertreten sind.
etkbooks ist ein Mitglied von SWIPS (Swiss Independent Publishers).